# Asterix & Obelix XXL 2: Mission Las Vegum
Asterix & Obelix XXL 2: Mission Las Vegum é um videogame de ação lançado em 2005 para computador, PlayStation 2, PlayStation Portable e Nintendo DS, é a continuação do jogo Asterix & Obelix XXL. É baseado na série de quadrinhos Asterix. Existem muitas inspirações de personagens de outros jogos, e a capa é semelhante às da série Grand Theft Auto.

## Enredo
Júlio César, novamente, resolve tentar conquistar a pequena aldeia gaulesa, construindo um parque temático chamado Las Vegum. Então, César arruma um jeito de chamar Panoramix para Las Vegum, mas ele acaba caindo numa armadilha e sendo preso pelos romanos. Esta notícia espalha-se pela aldeia, até que Asterix e Obelix resolvem resgatá-lo. O parque temático é tão gigante que se dividiu em 6 zonas: Little Paris, WCW, LuckSore, Ilha Pirata e Palácio Seizeus. Então, Asterix e Obelix tem como missão passar por todas as 6 zonas de Las Vegum até encontrar e resgatar Panoramix. Essa missão ficou conhecida como Missão Las Vegum.

### Inimigos
O personagens tem inimigos, que depois de derrotados o personagem ganha um ou mais itens de recompensa. Os soldados podem ser romanos ou nativos de cada área.
- Soldados comuns - São os mais simples, são derrotados com três socos e valem um capacete. Eles podem mudar de aparência conforme a fase.
- Soldados com lançador de água - São soldados que usam uma cápsula nas costas que solta água para manter o personagem longe. Esses soldados são uma paródia do Mario de Super Mario Bros. por causa da aparência. Valem um capacete.
- Chefes de combate - São mais poderosos que os soldados comuns, e é preciso desarmar seu escudo primeiro antes de atacá-los.A cada fase eles aparecem de um modo.
- Soldados com espada - Possuem uma espada pra se defender quando for atacado, um jeito de derrotá-los e esperar ele atacar e quando for atacar, bata nele até ele morrer. Podem mudar de aparência conforme a fase.
- Soldados rápidos - Esses soldados podem virar uma rolar rapidamente, até pararem e atacar você. São uma párodia do Sonic por causa da aparência.
- Soldados amarelos com um escudo - Esses soldados são gordos e possuem um escudo de duas partes em forma de Pac-Man. Para acabar com eles, espere ele prender o escudo no chão e bata nele, ele vai ficar deitado. aperte X e O para matar ele.
- Soldados sem braço e pernas - Esses são uma paródia do Rayman. bata neles até eles ficarem no chão e aperte X e O para matar ele.
- Soldados verdes - Bata nesses até eles caírem no chão e aperte X e O para matá-los.
- Soldados que lançam bolas de energia - Esses são paródia do Ryu de Street Fighter. Eles soltam bolas de energia em você.
- Soldados com bombas - Eles voam e podem jogar bombas que explodem em segundos, causando grande dano ao personagem.
- Lary Croft - Esse só aparece em uma parte. Ele é uma paródia da Lara Croft. Para derrotá-lo, bata nele até ele cair no chão e pressione X e O.
- Julius Caesar - Aparece só no final com clones dele. São derrotados normalmente, só que um pouco mais difíceis de matar.
- Batalhas - São batalhas onde um personagem deve derrotar um determinado número de inimigos para destravar uma porta.
- Tropa - são vários escudinhos que você tem que atacá-los quando não estiverem com a lança, quando destruídos, podem trazer um soldado comum.